# Lauda (Lengyelország)
Lauda (németül: Lawden) falu Lengyelország északi részén, Lidzbark Warmiński Gmina közigazgatási körzetében, Lidzbark megyében, a Varmia-mazúriai vajdaságban. Körülbelül öt kilométerre nyugatra Lidzbark Warmińskitól és 37 km-re a régió fővárosától, Olsztyntól északra.
A falu lakossága 180 fő.[forrás?]

## Fordítás
- Ez a szócikk részben vagy egészben  a   Lauda, Warmian-Masurian Voivodeship című angol Wikipédia-szócikk ezen változatának fordításán alapul.  Az eredeti cikk szerkesztőit annak laptörténete sorolja fel. Ez a jelzés csupán a megfogalmazás eredetét és a szerzői jogokat jelzi, nem szolgál a cikkben szereplő információk forrásmegjelöléseként.